# Stammliste der Rohan-Guéméné
Detaillierte Stammliste des Hauses Rohan-Guéméné
Zur Familiengeschichte siehe Haus Rohan

## Die Herren von Guéméné
1. Charles I. de Rohan († 1438), 1396 Seigneur de Guéméné; ⚭ Catherine Du Guesclin († nach 1461), Tochter von Bertrand Du Guesclin, Seigneur de La Morelière (nicht mit dem Connétable identisch) – Vorfahren siehe Stammliste der Rohan
  1. Louis I. de Rohan († 1457), Seigneur de Guéméné et de Guingamp; ⚭ Marie de Montauban, Dame de Montauban-de-Bretagne et de Landal († 1497), Erbtochter von Jean de Montauban, Admiral von Frankreich, heiratete in zweiter Ehe Georges de La Trémoille, Comte de Ligny, und in dritter Ehe Jean de Kéradreux, Seigneur de Neufvillette
    1. Louis II. de Rohan († 1508), 1466 Seigneur de Guéméné, de Montauban, de Gié et de Roche-Moysan, Baron de Lanvaux; ⚭ Louise de Rieux, Tochter von François, Seigneur de Rochefort, Comte d’Harcourt etc. und Jeanne de Rohan (Haus Rieux)
      1. Louis III. de Rohan († 1498), Seigneur de Guéméné, 1492 Seigneur de Montbazon, de Sainte-Maure et de Nouâtre, Baron de Lanvaux; ⚭ Renée du Fou, Erbtochter von Jean du Fou, Seigneur de Rostrenen, und Jeanne de La Rochefoucauld, Dame de Montbazon, heiratete in zweiter Ehe Wilhelm den Jüngeren von der Marck, Seigneur d’Aigremont et de Montbazon
        1. Louis IV. de Rohan († 1527), 1508 Baron de Lanvaux, Seigneur de Guéméné, de Montauban et de Montbazon; ⚭ Marie de Rohan († 1542), Tochter von Jean II. de Rohan, Vicomte de Rohan
          1. Louis V. de Rohan († 1557), Seigneur de Guéméné, de Montbazon, de Sainte-Maure, Baron de Lanvaux; ⚭ Marguerite de Laval, Dame du Perrier, Tochter von Guy XIV., Comte de Laval, (Haus Montfort-Laval)
            1. Louis VI. de Rohan (* 1540; † 1611), 1570 Prince de Guéméné; ⚭ I Léonore de Rohan, Comtesse de Rochefort († 1583), Tochter von François de Rohan, Seigneur du Verger et de Gié; ⚭ II Françoise de Laval († 1615), Tochter von René II., Vicomte de Bresteau (Stammliste der Montmorency), Witwe von Henri de Lénoncourt – Nachkommen: die Herzöge von Montbazon, siehe unten
            2. Renée († nach 1572); ⚭ I François de Rohan, Seigneur de Gié et du Verger († 1559); ⚭ II René de Laval, Seigneur de Loué († 1562) (Stammliste der Montmorency); ⚭ III Jean de Laval, Marquis de Nesle, Comte de Joigny et de Maillé († 1576) (Stammliste der Montmorency)

        2. Françoise de Rohan; ⚭ Jacques I. de Rohan, Vicomte de Rohan († 1527)

      2. Henri de Rohan, Seigneur de Landal; ⚭ 1497 Marguerite du Pont, Dame de Plusquellec, de Trogoff et de Callac, Tochter von Charles und Jeanne Dame de Plusquelles, heiratete in zweiter Ehe François de Tournemine, baron de la Hunaudaye
      3. Jacques († klein)
      4. Jean de Rohan († 1524), Seigneur de Landal, 1492–1498 Gouverneur von Touraine; ⚭ I Guyonne Dame de Lorgeril († 1502), Tochter von Jean und Françoise de Parthenay; ⚭ II Isabeau, Dame de La Chapelle et de Molac († 1519), Tochter von Alain und Louise de Malestroit
        1. Helene, Dame de Landal et de Lorgeril († 1541); ⚭ François I., Comte de Maure († 1556)
        2. Marguerite, Dame de Tressant, de la Tourniolle et de La Rigaudière († 1550); ⚭ Louis de Malestroit, Seigneur de Pontcallec
        3. Catherine, Dame de la Ribaudiere, de la Grande-Boussière et d’Olivet; ⚭ I Tannegui, Seigneur de Kermaven; ⚭ II Gilbert de Limoges

      5. Françoise, Dame de Marchéville, des Orieux et de Varennes (1538 bezeugt); ⚭ Louis de Husson, Comte de Tonnerre
      6. Marguerite; ⚭ François Baron de Maillé, Vicomte de Tours († 1501)
      7. Catherine; ⚭ Jean de Malestroit, Seigneur de Keraer
      8. Jeanne; ⚭ 1498 François du Chastellier, Vicomte de Pommerit

    2. Pierre I. de Rohan († 1513), Seigneur de Gié, du Verger, de Ham, Comte de Marle, 1476 Marschall von Frankreich, 1485 Prince; ⚭ I Françoise de Penhoet, Tochter von Guillaume, Comte de Penhoet, Vicomte de Fronsac, und Françoise de Maillé; ⚭ II Marguerite d’Armagnac, 1503 5. Duchesse de Nemours, Comtesse de Guise († 1503), Tochter von Jacques d’Armagnac, 2. Duc de Nemours, Comte de La Marche, (Haus Lomagne) – Nachkommen: die Herren von Gié, siehe unten
    3. Hélène († 1507); ⚭ Pierre Baron du Pont et de Rostrenen (X 1488)

## Die Herzöge von Montbazon im 16. und 17. Jahrhundert
1. Louis VI. de Rohan (* 1540; † 1611), 1570 1. Prince de Guéméné; ⚭ I Léonore de Rohan, Comtesse de Rochefort († 1583), Tochter von François de Rohan, Seigneur du Verger et de Gié; ⚭ II Françoise de Laval, († 1615), Tochter von René II., Vicomte de Bresteau (Stammliste der Montmorency), Witwe von Henri de Lenoncourt – Vorfahren siehe oben
  1. (I) Louis VII. de Rohan (* 1562; † 1589), 1588 1. Duc de Montbazon, Pair von Frankreich, Prince de Guéméné, Comte de Saint-Maure; verlobt mit Madeleine de Lenoncourt († 1602) Tochter von Henri III. de Lenoncourt, Baron de Vignory (Haus Lenoncourt)
  2. (I) Renée; ⚭ Jean VI. de Coëtquen, Comte de Combourg († 1602)
  3. (I) Lucrèce; ⚭ Jacques de Tournemine, Marquis de Coetmeur († 1584)
  4. (I) Isabelle, Dame de Condé-sur-Noireau et de Tracy; ⚭ Nicolas de Pellevé, Comte de Flers († 1616)
  5. (I) Pierre (* 1567; † 1622), 1611 2. Prince de Guéméné, Comte de Montauban; ⚭ I Madeleine de Rieux, Tochter von Guy, Seigneur de Châteauneuf (Haus Rieux); ⚭ II Antoinette de Bretagne d'Avaugour († 1681), Tochter von Charles, Comte de Vertus et de Goëllo
    1. (I) Anne (* 1606; † 1685), 1622 Princesse de Guéméné; ⚭ Louis VIII. de Rohan, 3. Duc de Montbazon (* 1598; † 1667)

  6. (I) Hercule de Rohan (* 1568; † 1654), 1594 2. Duc de Montbazon, Pair von Frankreich, 3. Prince de Guéméné, Comte de Rochefort-en-Yvelines; ⚭ I Madeleine de Lenoncourt († 1602), Tochter von Henri III. de Lenoncourt, Baron de Vignory (Haus Lenoncourt); ⚭ II Marie de Bretagne d'Avaugour († 1657), Tochter von Claude, Comte de Vertus et de Goëllo
    1. (I) Louis VIII. de Rohan (* 1598; † 1667), 1654 3. Duc de Montbazon, 4. Prince de Guéméné, Comte de Rochefort; ⚭ Anne de Rohan (* 1604; † 1685), Princesse de Guéméné, Erbtochter von Pierre, 2. Prince de Guéméné
      1. Charles II. de Rohan (* 1633; † 1699), 1667 4. Duc de Montbazon, 5. Prince de Guéméné, Comte de Montauban; ⚭ Jeanne Armande de Schomberg (* 1633; † 1706), Tochter von Henri de Schomberg, Comte de Nanteuil-le-Hardouin, Marschall von Frankreich
        1. Charles III. de Rohan (* 1655; † 1727), 1699 5. Duc de Montbazon, 6. Prince de Guéméné, Comte de Sainte-Maure, de La Haye et de La Nouastre; ⚭ I Marie-Anne d’Albert (* 1663; † 1679), Tochter von Louis Charles d’Albert, 2. Duc de Luynes (Haus Albert); ⚭ II Charlotte Elisabeth de Cochefilet (* 1657; † 1719), Erbtochter von Charles de Cochefilet de Vaucelas, Comte de Vauvineux –  Nachkommen siehe unten 
        2. Jean-Baptiste Armand, genannt Prince de Montauban (* 1657; † 1704); ⚭ Charlotte de Bautru-Nogent († 1725), Tochter von Nicolas, Comte de Nogent
        3. Charlotte Armande († 1754); ⚭ I Guy Henri Chabot, Comte de Jarnac († 1691); ⚭ II Pons de Pons, Comte de Roquefort († 1705)
        4. Joseph († 1669)
        5. Elisabeth, genannt Mademoiselle de Montbazon (* 1663; † 1707); ⚭ Alexandre, Comte de Melun, Burggraf von Gent, (Haus Melun)
        6. Jeanne Thérèse, genannt Mademoiselle de Montauban († 1728)

      2. Louis de Rohan, genannt Chevalier de Rohan (* 1635; † hingerichtet 1674)

    2. (I) Marie Aimée (* 1600; † 1679), genannt Mademoiselle de Montbazon; ⚭ I Charles d’Albert, duc de Luynes, Connétable von Frankreich († 1621) (Haus Albert); ⚭ II Claude de Lorraine, Herzog von Chevreuse († 1657)
    3. (II) Marie Éléonore (* 1628/29; † 1681), 1652 Äbtissin in Caen, 1664 Äbtissin von Malnoue
    4. (II) François (* 1630; † 1712), 1667 Prince de Soubise; ⚭ I Catherine de Lyonne († 1660), Tochter von Jacques, Seigneur de Cueilly, Witwe von Pomponne François Le Comte, Marquis de Nonnant; ⚭ II Anne de Rohan-Chabot († 1709), Dame de Soubise, Tochter von Henri Chabot, Duc de Rohan –  Nachkommen siehe unten 
    5. (II) Anne (* 1640 ?; † 1684); ⚭ Louis Charles d’Albert, 2. Duc de Luynes, Duc de Chevreuse († 1699) (Haus Albert)

  7. (I) Sylvie (* 1570; † 1651); ⚭ I François d’Espinay, Marquis de Broons († 1598); ⚭ II Antoine de Sillans, Baron de Creuillly († 1641)
  8. (I) Marguerite (* 1574; † vor 1618); ⚭ I Charles Marquis d’Espinay, Comte de Duretal († 1607); ⚭ II Léonard Philibert, Vicomte de Pompadour († 1634)
  9. (I) Alexandre (* 1578; † 1638), Marquis de Marigny; ⚭ Lucette Tarneau, Tochter von Gabriel

## Die Rohan-Soubise
1. François (* 1630; † 1712), 1667 Prince de Soubise;⚭ (1) Catherine de Lyonne († 1660), Tochter von Jacques, Seigneur de Cueilly, Witwe von Pomponne François Le Comte, Marquis de Nonnant; ⚭ (2) Anne de Rohan-Chabot († 1709), Dame de Soubise, Tochter von Henri Chabot Duc de Rohan –  Vorfahren siehe oben 
  1. (2) Anne Marguerite (* 5. August 1664; † 26. Juni 1721), 1692 Äbtissin von Jouarre
  2. (2) Louis (* 11. März 1666; † 5. November 1689), genannt Prince de Rohan, Colonel eines Kavallerieregiments
  3. (2) Constance Emilie (* 1667); ⚭ 18. Mai 1683 mit Dom José Rodrigo da Camara, 2. Conde de Ribeyra-Grande († 17. März 1724)
  4. (2) Hercule-Mériadec (* 8. Mai 1669; † 26. Januar 1749), genannt Prince de Rohan, 1712 2. Prince de Soubise, Prince de Maubuisson etc., 1714 Duc de Rohan-Rohan, Pair de France, Lieutenant-général, Gouverneur von Champagne und Brie; ⚭ (1) 15. Februar 1694 Anne-Geneviève de Lévis-Ventadour (* Februar 1673; † 20/21. März 1727), Tochter von Erbtochter von Louis Charles, 5. Duc de Ventadour, Pair de France, Witwe von Louis de La Tour d’Auvergne, Prince de Turenne; ⚭ (2) 2. September 1732 Marie Sophie de Courcillon (* 6. August 1713; † 4. April 1756), Erbtochter von Philippe Egon de Courcelles, Marquis de Dangeau, und Francoise de Pompadour, Duchesse de La Valette, Witwe von Charles François d’Albert, Duc de Picquigny
    1. (1) Louise Françoise de Rohan (* 4. Januar 1695; † 27. Juli 1755); ⚭ 5. Mai 1717 Guy Jules Paul de La Porte-Mazarin, 3. Duc de Rethel-Mazarin, Pair de France († 30. Januar 1738), Enkel von Armand-Charles de La Porte, Duc de La Meilleraye, und Hortense Mancini (Haus La Porte)
    2. (1) Charlotte Armande (* 19. Januar 1696; † 2. März 1733), 1721 Äbtissin von Notre-Dame de Jouarre
    3. (1) Jules François Louis (* 16. Januar 1697; † 6. Mai 1724), 3. Prince de Soubise; ⚭ 16. September 1714 Anne-Julie de Melun (* 1698; † 18. Mai 1724), Tochter von Louis I. de Melun, 7. Prince d’Épinoy, und Élisabeth-Thérèse de Lorraine (Haus Melun)
      1. Charles (* 16. Juli 1715; † 4. Juli 1787), 1717 6. Duc de Ventadour, 1724 9. Prince d’Épinoy, 1735 Pair de France, 1749 2. Duc de Rohan-Rohan, 4. Prince de Soubise, Gouverneur von Flandern und Hennegau, Staatsminister, Marschall von Frankreich; ⚭ (1) 29. Dezember 1734 Anne Marie Louise de La Tour d’Auvergne (* 1. August 1722; † 19. September 1739), Tochter von Emmanuel Théodose de La Tour d’Auvergne, duc de Bouillon et d’Albret; ⚭ (2) 5. November 1741 Anna Theresa Prinzessin von Savoyen-Carignan (* 1. November 1717; † 5. April 1745), Tochter des Prinzen Viktor Amadeus I. von Savoyen-Carignan; ⚭ (3) 12. Dezember 1745 Anna Viktoria Maria Christina Prinzessin von Hessen-Rheinfels-Rotenburg  (25. Dezember 1728; † 1. Juli 1792), Tochter des Erbprinz Joseph von Hessen-Rotenburg
        1. (1) Charlotte Godefride Elisabeth (* 7. Oktober 1737; † 4. März 1760); ⚭ 3. Ma 1753 Louis Joseph de Bourbon, 8. Prince de Condé († 13. Mai 1818)
        2. (1) Sohn (* 12. September 1739; † 25. Mai 1742), genannt Comte de St. Pol
        3. (2) Victoire Armande Josephe (* 28. Dezember 1743; † 20. September 1807), Princesse de Maubuisson, 1761 Comtesse de Walhain, Herrin zu Ninove, Gheel, Braken-Eigen etc. (Brabant), 1778 bis 1782 Gouvernante der königlichen Kinder Frankreichs; ⚭ 15. Januar 1761 Henri Louis Marie de Rohan, 1800 8. Duc de Montbazon, 1808 Fürst von Rohan-Guéméné († 1808)

      2. François Armand August (* 1. Dezember 1717; † 28. Juni 1756), Dr. theol. 1730 Domherr in Straßburg, 1736/49 Abt von Saint-Epve, 1737 Fürstabt von Murbach und Abt von Lure, 1739 Rektor der Sorbonne, 1741 Mitglied der Académie française, 1742 Koadjutor von Straßburg und Titularbischof von Ptolemais in p.i., 1745 Großalmosenier von Frankreich, 1747 Kardinal, 1749 Bischof von Straßburg und Abt von La Chaise-Dieu
      3. Marie Louise Geneviève (* 7. Januar 1720; † 4. März 1803), 1739/61 Comtesse de Walhain, Herrin zu Ninove, Gheel, Braken-Eigen etc. (Brabant); ⚭ 14. Juni 1736 Gaston Jean Baptiste Charles de Lorraine, Comte de Marsan († 2. Mai 1743) (Haus Guise)
      4. François Auguste (* 16. September 1721; † 6. August 1736), Comte de Tournon, Domherr zu Straßburg
      5. René (* 26. Juli 1723; † 7. Februar 1743), Domherr zu Straßburg, Abt von Luxeuil

    4. (1) Marie Isabelle Gabrielle (* 17. Januar 1699; † 15. Januar 1754); ⚭ 15. März 1713 Joseph de La Baume, 1. Duc d'Hostun, genannt Duc de Tallard, Sohn von Camille d’Hostun
    5. (1) Louise Gabrielle Julie (* 11. August 1704; † nach 11. März 1741), Kanonikerin zu Jouarre; ⚭ 3. August 1718 Hercule Mériadec de Rohan, 1699/1726 6. Duc de Montbazon, Pair de France, 7. Prince de Guéméné († 21. Dezember 1757).

  5. (2) Alexandre Mériadec (* 19. Juli 1670; † 9. März 1687)
  6. (2) Henri Louis (* 4. Januar 1672; † September 1693) genannt Chevalier de Rohan
  7. (2) Armand-Gaston-Maximilien (* 26. Juni 1674; † 19. Juli 1749), genannt Cardinal de Rohan-Soubise, Dr. theol. Bischof von Straßburg, 1712 Kardinal, 1713 Großalmosenier von Frankreich, Mitglied der Académie française, 1722 Regentschaftsrat – vermutlich ist Ludwig XIV. sein Vater
  8. (2) Emilie Sophronie Pélagie (* 2. Juli 1678); ⚭ 22. Juli 1694 Alfonso Francisco de Vasconcelos, Conde de Calhete († 13. Dezember 1732)
  9. (2) Éléonore (Marie Anne) (* 25. August 1679; † 2. November 1753), 1714 Koadjutrix und 1722 Äbtissin in Origny-en-Picardie
  10. (2) Maximilien Gaston Guy (* 15. August 1680; X 23. Mai 1706 in der Schlacht bei Ramillies), Brigadier
  11. (2) Frédéric Paul Malo (* 15. August 1685; † klein)

## Die Herzöge von Montbazon im 18. und 19. Jahrhundert
1. Charles III. de Rohan (* 1655; † 1727), 1699 5. Duc de Montbazon, 6. Prince de Guéméné, Comte de Sainte-Maure, de La Haye et de La Nouastre; ⚭ I Marie-Anne d’Albert (* 1663; † 1679), Tochter von Louis Charles d’Albert, 2. Duc de Luynes; ⚭ II Charlotte Elisabeth de Cochefilet (* 1657; † 1719), Erbtochter von Charles de Cochefilet de Vaucelas, Comte de Vauvineux –  Vorfahren siehe oben 
  1. Charlotte (* 1680; † 1733); ⚭ I Antoine Gaspard François de Colins, Comte de Mortagne († 1720); ⚭ II Jean Antoine de Créqui, Comte de Canaples
  2. Louis Henri (* 1681; † 1689)
  3. François Armand, genannt Prince de Montbazon (* 1682; † 1717); ⚭ 1698 Louise Julie de La Tour d’Auvergne, Dame de Château-Thierry († 1750), Tochter von Godefroi Maurice de La Tour d’Auvergne, Duc de Bouillon
    1. Charles Jules (* 1700; † 1703)

  4. Anne Thérèse (* 1684; † 1738), Nonne in Jouarre, 1714 Äbtissin von Préaux, 1729 Äbtissin von Jouarre
  5. Louis Charles Casimir (* 1686; † 1748/49), geistlich, Comte de Rochefort
  6. Hercule Mériadec de Rohan, genannt Chevalier de Rohan (* 1688; † 1757), 1727 6. Duc de Montbazon, 7. Prince de Guéméné, Comte de Rochefort; ⚭ Louise Gabrielle Julie de Rohan (* 1704; † (1741 ?) oder 1780), Tochter von Hercule Mériadec de Rohan, Duc de Rohan-Rohan
    1. Charlotte Louise, genannt Mademoiselle de Rohan (* 1722; † 1786); ⚭ Vittorio Amedeo Filippo Ferrero Fieschi, Principe di Masserano († 1777), Ritter des Ordens vom Goldenen Vlies
    2. Geneviève Armande Elisabeth (* 1724; † 1753), Äbtissin von Marquette
    3. Jules Hercule Mérdiadec de Rohan, genannt Prince de Montbazon (* 1726; † 1800), 1757 7. Duc de Montbazon, 8. Prince de Guéméné; ⚭ Marie Louise de La Tour d’Auvergne († 1781), Tochter von Charles Godefroi de La Tour d’Auvergne, Duc de Bouillon
      1. Henri Louis Marie de Rohan (* 1745; † 1809), 1800 8. Duc de Montbazon, 9. Prince de Guéméné, Comte de Clisson, de Rochefort, de Montfort, d’Avaugour, de Vertus, de Parthenay, de Joyeuse etc., 1808 böhmischer Fürst von Rohan-Guéméné; ⚭ Victoire Armande Josèphe de Rohan-Soubise († 1807), Princesse de Maubuisson, 1778 bis 1782 Gouvernante der königlichen Kinder Frankreichs, Tochter von Charles de Rohan, Prince de Soubise
        1. Charlotte Victoire (* 1761; † 1771)
        2. Charles Alain Gabriel de Rohan (* 1764; † 1836), 1808 Fürst von Rohan, 1809 9. Duc de Montbazon, 10. Prince de Guéméné, 1816 Duc de Bouillon; ⚭ Louise Aglaé de Conflans d’Armentières († 1819), Tochter von Louis Gabriel de Conflans, Marquis d’Armentières
          1. Berthe (* 1782; † 1841); ⚭ Louis Victor Mériadec de Rohan († 1846), ihr Onkel, 1830 Fürst von Rohan-Guéméné, 1836 10. Duc de Montbazon, Duc de Bouillon, 11. Prince de Guéméné

        3. Marie Louise (* 1765; † 1839); ⚭ Charles Louis Gaspard de Rohan-Rochefort (* 1765; † 1843), Prince de Montauban – Nachkommen: die Fürsten von Rohan, Herzöge von Bouillon und von Montbazon etc., siehe Stammliste der Rohan-Rochefort unten
        4. Louis Victor Mériadec de Rohan (* 1766; † 1846), 1830 Fürst von Rohan-Guéméné, 1836 10. Duc de Montbazon, Duc de Bouillon, 11. Prince de Guéméné; ⚭ 1800 Berthe de Rohan († 1841), seine Nichte
          1. → Linie erloschen – Güter und Titel fallen an seinen Neffen und Adoptivsohn aus der Nebenlinie Rohan-Rochefort
          2. Marie Wilson (* 1805; † 1893), (unehelich) Mutter: Pauline Prinzessin Biron von Curland (* 1782; † 1845), Tochter von Peter von Biron, Herzog von Kurland, Schwester seiner Schwägerin, und (seit 1800) Ehefrau von Fürst Friedrich von Hohenzollern-Hechingen; 1822 Erhebung in den sächsischen Adel als „von Steinach“; ⚭ Fabian Burggraf und Graf zu Dohna-Schlodien († 1871)

        5. Jules Armand Louis (* 1768; † 1836); ⚭ 1800, geschieden 1805, Wilhelmine Prinzessin Biron von Curland († 1839), 1800 Herzogin von Sagan, Tochter von Peter von Biron, Herzog von Kurland, heiratete 1805 in zweiter Ehe Wassilij Sergejewitsch, Fürst Trubetzkoj († 1841), geschieden 1806, in dritter Ehe 1819 Karl Rudolf, Graf von der Schulenburg († 1856)

    4. Marie Louise (* 1728; † 1737)
    5. Louis Armand Constantin (* 1732; † hingerichtet 1794), Vizeadmiral; ⚭ Louise Rosalie Le Tonnelier de Breteuil († 1792), Tochter von François Victor Le Tonnelier de Breteuil, Marquis de Fontenay-Trésigny
    6. Louis René Édouard (* 1734; † 1803), Koadjutor von Straßburg, 1778 Kardinal, 1779 Bischof von Straßburg, 1761 Mitglied der Académie française
    7. Ferdinand Maximilien Mériadec (* 1738; † 1813), 1770 Erzbischof von Bordeaux, 1781–1801 Erzbischof von Cambrai, 1804 Erster Kaplan („Almosenier“) der Kaiserinnen Joséphine und Marie Louise, 1808 Comte de l’Empire

  7. Marie Anne Bénigne (* 1690; † 1743), Äbtissin von Panthemont in Paris
  8. Marie Anne (* 1690; † 1711), Nonne in Jouarre
  9. Angélique Éléonore (* 1691; † 1753), 1729 Äbtissin von Préaux, 1731 Äbtissin von Marquette
  10. Charles (* 1693; † 1766), 1728 Prince de Rochefort, Comte de Rochefort-en-Yvelines; ⚭ Éléonore Eugénie de Béthisy de Mezières († 1757), Erbtochter von Eugène Marie de Béthisy, Marquis de Mezières – Nachkommen: die Fürsten von Rochefort, siehe Stammliste der Rohan-Rochefort unten
  11. Armand Jules (* 1695; † 1762), Abt von Gard und Gorze, 1722 Erzbischof von Reims
  12. Charlotte Julie (* 1696; † 1756), Nonne in Préaux
  13. Louis César Constantin (* 1697; † 1779), 1734 Abt von Lyre, 1757 Bischof von Straßburg, 1761 Kardinal

## Stammliste der Rohan-Rochefort
1. Charles de Rohan(-Guéméné) (* 1693; † 1766), 1728 Prince de Rochefort, Comte de Rochefort-en-Yvelines; ⚭ Éléonore Eugénie de Béthisy de Mezières († 1757), Erbtochter von Eugène Marie de Béthisy, Marquis de Mezières
  1. Éléonore Louise Constance, genannt Mademoiselle de Rochefort (* 1728; † 1792); ⚭ Comte Jean de Merode, Marquis de Westerloo (* 1722; † 1763)
  2. Charles Jules Armand (* 1729; † 1811), 1766 Prince de Rochefort, Comte de Rochefort-en-Yvelines; ⚭ Marie Henriette d’Orléans-Rothelin (* 1744; † nach 1792), Tochter von Alexandre d’Orléans, Marquis de Rothelin
    1. Charles Mériadec (* 1763; † 1764)
    2. Charles Louis Gaspard (* 1765; † 1843), 1811 Prince de Rochefort et de Montauban; ⚭ Marie Louise de Rohan-Guéméné (* 1765; † 1839), Tochter von Henri Louis Marie de Rohan (* 1745; † 1809), 8. Duc de Montbazon, 9. Prince de Guéméné
      1. Hermine Aline Dorothée (* 1785; † 1843); ⚭ Gabriel Joseph de Froment, Baron de Castille (* 1747; † 1826)
      2. Armande Louise (* 1787; † 1864); ⚭ Alexandre de Pierre, Marquis de Bernis (* 1777; † 1845)
      3. Gasparine (* 1798; † 1871); ⚭ Fürst Heinrich XIX. Reuß älterer Linie (* 1790; † 1836)
      4. Camille Philippe Joseph Idesbald (* 1800; † 1892), 1843 Prince de Rochefort et de Montauban, 1846 Fürst Rohan, 11. Duc de Montbazon, Duc de Bouillon, 12. Prince de Guéméné; ⚭ Prinzessin Adelheid zu Löwenstein-Wertheim-Rosenberg (* 1806; † 1884), Tochter von Fürst Karl Thomas zu Löwenstein-Wertheim-Rosenberg
      5. Benjamin Armand Jules Mériadec (* 1804; † 1846), Prince de Guéméné, Rochefort et Montauban; ⚭ Prinzessin Stéphanie von Croÿ (* 1805; † 1884), Tochter von Auguste Philippe von Croÿ, 9. Herzog von Croÿ, 5. Fürst von Solre
        1. Arthur (* 1826; † 1885); ⚭ Gabriele Gräfin von Waldstein, Herrin von Wartenberg (* 1827; † 1890) Tochter von Christian (Waldstein (Adelsgeschlecht))
          1. Karl Viktor Alain (* 1851; † 1852)
          2. Alain Benjamin Arthur (* 1853; † 1914), 1892 Fürst Rohan, 12. Duc de Montbazon, Duc de Bouillon, 13. Prince de Guéméné, Prince de Rochefort et de Montauban, Ritter im Orden vom Goldenen Vlies (Nr. 1157); ⚭ Johanna Prinzessin von Auersperg, Herrin zu Albrechtsberg an der Pielach (* 1860; † 1922), Tochter von Erbprinz Adolf
            1. Gabriele (* 1887; † 1917)
            2. Bertha (* 1889; † 1977); ⚭ Ottokar Picot de Peccaduc, Freiherr von Herzogenberg († 1965)
            3. Johanna (* 1890; † 1961); ⚭ Rudolf Graf Colloredo-Mannsfeld († 1948)
            4. Alain Anton Joseph Adolf Ignaz Maria (* 1893; † 1976), Dr. iur., 1914 Fürst Rohan, 13. Duc de Montbazon, Duc de Bouillon, 14. Prince de Guéméné, Prince de Rochefort et de Montauban, Ritter im Orden vom Goldenen Vlies (Nr. 1288); ⚭ Margarethe Prinzessin von Schönburg-Hartenstein (* 1897; † 1980), Tochter von Fürst Aloys – Nachkommen[1]
            5. Marie (* 1896; † 1966)
            6. Karl Anton (* 1898; † 1975), zu Albrechtsberg; ⚭ Maria Gräfin Apponyi von Nagy-Apponyi (* 1899; † 1967), Tochter von Albert und Clothilde Gräfin von Dietrichstein-Mensdorff-Pouilly – Nachkommen

          3. Joseph (* 1854; † 1926); ⚭ (1) Elisabeth Gräfin Pejacsevich de Veröcze (* 1860; † 1884) Tochter von Ladislaus und Gabriele Freiin Döry von Jobáháza; ⚭ (2) Anna Lincke (* 1857; † 1925)
            1. (2) Stephanie (* 1892; † 1908)
            2. (2) Josephine (* 1893; ⚭ Friedrich Willner
            3. (2) Joseph Carlos (* 1895; † 1931); ⚭ Dilkusha Wrench
            4. (2) Marie Meriadec (* 1900; † 1907)
            5. (2) Magarete († 1905)

          4. Viktor (* 1856; † 1882)
          5. Benjamin (* 1858; † 1889)
          6. Marie Bertha (* 1868; † 1945); Carlos María de Borbón, Duque de Madrid († 1909)
          7. Ernst (* 1863; † 1895)
          8. Eduard (* 1867; † 1892)

        2. Viktor (* 1827; † 1889); ⚭ Maria Gräfin von Degenfeld-Schonburg (* 1851; † 1924), Tochter von Adolf und Sidonie Gräfin Berényi von Karáncs-Berényi
        3. Alain (* 1829; † 1857)
        4. Ludwig (* 1833; † 1891); ⚭ Helene Gräfin von Auersperg (* 1836; † 1897), Tochter von Graf Franz und Therese Freiin von Scheibler
          1. Raoul (* 1860; † 1931); ⚭ Mary Agnes Rock (* 1865; † 1926) Tochter von John R. Rock und Josephine San Giovanni
            1. Mary (* 1891; † 1977)
            2. Oskar (* 1892; † 1918)
            3. Charles (* 1894; † 1965); ⚭ Maria Anna Edle von Hardtmuth (* 1903), Tochter von Franz und Anna von Rostoczil – Nachkommen
            4. Teresita (* 1896; † 1977); ⚭ 1923 Adolf Ritter Weiss von Tessbach († 1979)
            5. Raoul (* 1897; † 1961); ⚭ Ilona Maria Baronesse Luzsénsky de Luzsna et Reglicze (* 1906), Tochter von Heinrich und Margit Majoros de Perente – Nachkommen
            6. Clotilde (* 1901; † 1957); ⚭ Otto Ritter Weiss von Tessbach († 1945)

          2. Josselin (* 1862; † 1864)
          3. Louis (* 1865; † 1887)
          4. Stephanie (* 1868; † 1898); ⚭ Aleksej Aleksandrowitsch Fürst Trubetzkoi (Trubezkoi (Adelsgeschlecht))

        5. Benjamin (* 1835; † 1900); ⚭ Amélie Julie Marie Mahé de Kérouant (* 1828; † 1905)

    3. Charlotte Louise Dorothée, genannt Mademoiselle de Rochefort (* 1767; † 1841); ⚭ Louis Antoine Henri de Bourbon-Condé, duc d’Enghien († 1804)
    4. Louis Camille Jules (* 1770; † 1794), Kanoniker in Straßburg
    5. Clémentine Caroline Henriette (* 1786; † 1850); ⚭ François Louis de Gaudechart, Marquis de Querrieux († 1832)

  3. Louise Julie Constance (* 1734; † 1815); ⚭ Louis Charles de Lorraine, Comte de Brionne et de Braine (* 1725; † 1761)
  4. Eugène Hercule Camille (* 1737; † 1816), 1734 Abt von Homblières

## Die Herren von Gié, 1603–1639 Duc de Rohan
1. Pierre I. de Rohan († 1513), Seigneur de Gié, du Le Verger, de Ham, Comte de Marle, 1476 Marschall von Frankreich, 1485 Prince; ⚭ I Françoise de Penhoet, Tochter von Guillaume, Comte de Penhoet, Vicomte de Fronsac und Françoise de Maillé; ⚭ II Marguerite d’Armagnac, 1503 5. Duchesse de Nemours, Comtesse de Guise († 1503), Tochter von Jacques d’Armagnac, 2. Duc de Nemours, Comte de La Marche, (Haus Lomagne) – Vorfahren siehe oben
  1. Charles de Rohan († 1528), Seigneur de Gié, Vicomte de Fronsac, Comte de Guise bis 1526, Comte d'Orbec ab 1526; ⚭ I 1504 Charlotte d'Armagnac, 1503 Duchesse de Nemours et Comtesse de Guise († 1504), Tochter von Jacques d’Armagnac, 2. Duc de Nemours (Haus Lomagne); ⚭ II Giovanna Sanseverino, Tochter von Bernardino Sanseverino, 3. Principe di Bisignano und Eleonora (Dianora) Todeschini Piccolomini
    1. (II) François († 1559), Seigneur de Gié, Vicomte de Fronsac; ⚭ I Catherine de Silly, Rochefort, Tochter von Charles de Silly und Philippe von Saarbrücken-Commercy; ⚭ II Renée de Rohan, Tochter von Louis V. de Rohan, Seigneur de Guémené, heiratete in zweiter Ehe René de Laval, Seigneur de Loué († 1562) (Stammliste der Montmorency), in dritter Ehe Jean de Laval, Marquis de Nesle, Comte de Joigny et de Maillé († 1576) (Stammliste der Montmorency)
      1. (I) Léonore (* 1539), Comtesse de Rochefort; ⚭ Louis VI. de Rohan, Prince de Guéméné, Comte de Montbazon († 1611)
      2. (I) Jacqueline, Dame de Gié († 1578); ⚭ François de Balsac, Seigneur d'Entragues († 1613)
      3. (I) Françoise genannt Diane († 1585), Dame de Gillebourg; ⚭ François de Maillé de la Tour-Landry, Comte de Châteauroux († 1598)

    2. (II) Claude, Dame de Thoury, Mätresse des Königs Franz I.; ⚭ I 1537 Claude I. de Beauvilliers, Comte de Saint-Aignan († 1540); ⚭ II Julien de Clermont, Baron de Thoury (Haus Clermont-Tonnerre)
    3. (II) Jacqueline († 1587); ⚭ François d'Orléans, Marquis de Rothelin (Markgraf von Rötteln) et Vicomte de Melun († 1548)

  2. François († 1536), Abt von Saint-Aubin in Angers, Administrator und dann Bischof von Angers, 1501 Erzbischof von Lyon
    1. (unehelich) Georges, Kaplan von Saint-Eloi in Angers († 1546)

  3. Pierre II. (X 1525), Seigneur de Frontenay, de La Marche et de Gié, Vicomte de Carentan; ⚭ Anne de Rohan († 1529), Tochter von Jean II. de Rohan, Vicomte de Rohan (siehe oben)
    1. René I. de Rohan (X 1552), Vicomte de Rohan, Comte de Porhoët, Marquis de Blain; ⚭ 1534 Isabeau d’Albret, Tochter von Jean d’Albret, König von Navarra, und Katharina von Navarra
      1. Françoise de Rohan († 1591), 1580 Duchesse de Loudon, Dame de La Garnache et de Beauvoir-sur-Mer; ⚭ François Lesfelle, Seigneur de Guébriand
      2. Henri I. de Rohan (* 1535; † 1575), Vicomte de Rohan, Comte de Porhoët, 1. Prince du sang de Navarre; ⚭ Françoise de Tournemine († 1609), Tochter von René, Seigneur de La Hunaudaye
        1. Judith (* 1567; † 1575)

      3. Jean, Seigneur de Frontenay; ⚭ Diane de Barbançon-Cany, Tochter von Michel, Seigneur de Cany
      4. Louis, Baron de Gié
      5. René II. de Rohan († 1586), 1575 Vicomte de Rohan, Prince de Léon, Comte de Porhoët; ⚭ Catherine de Parthenay († 1631), Erbtochter von Jean l’Archevêque de Parthenay, Seigneur de Soubise, Witwe von Charles de Quélenec, Baron du Pont
        1. Catherine (* 1578; † 1607); ⚭ Johann II., Herzog von Zweibrücken, Pfalzgraf bei Rhein († 1635)
        2. Henri II. de Rohan (* 1579; X 1638), 1603 Duc de Rohan, Pair von Frankreich; ⚭ Marguerite de Béthune († 1660), Tochter von Maximilien de Béthune, duc de Sully (Haus Béthune)
          1. Marguerite de Rohan (* 1616/17; † 1684), 1639 Duchesse de Rohan et de Frontenay, 4. Princesse de Léon, Princesse de Soubise, Comtesse de Porhoët, Marquise de Blain et de La Garnache, Comtesse de Lorges, 1648 Pair von Frankreich; ⚭ Henri Chabot, 1648 Duc de Rohan, Pair von Frankreich († 1655), (Rohan-Chabot)
          2. Tancrède de Rohan (* 1630; † 1649), tatsächlich wohl Sohn von Marguerite de Béthune und dem Duc de Candale

        3. René (* 1581; † 1581/82)
        4. Benjamin de Rohan (* 1583; † 1642), 1626 Duc de Frontenay, Seigneur de Soubise
        5. Anne († 1646)
        6. Henriette († 1629)